# Andrea Bordalejo
Andrea Viviana Bordalejo (Pinamar, 13 giugno 1977) è un'ex multiplista argentina.
Ha gareggiato internazionalmente per l'Argentina per un triennio nell'eptathlon femminile, conquistando due medaglie ai Campionati sudamericani. Oltre ad aver conquistato tre titoli nazionali, è detentrice del record sudamericano di decathlon femminile, stabilito nel 2004 a Rosario.

## Palmarès
| Anno | Manifestazione          | Sede      | Evento    | Risultato | Prestazione | Note |
| ---- | ----------------------- | --------- | --------- | --------- | ----------- | ---- |
| 2005 | Campionati sudamericani | Cali      | Eptathlon | Argento   | 5249 p.     |      |
| 2006 | Campionati sudamericani | Tunja     | Eptathlon | Bronzo    | 5015 p.     |      |
| 2007 | Campionati sudamericani | San Paolo | Eptathlon | 4ª        | 4846 p.     |      |